# Venancio Blanco

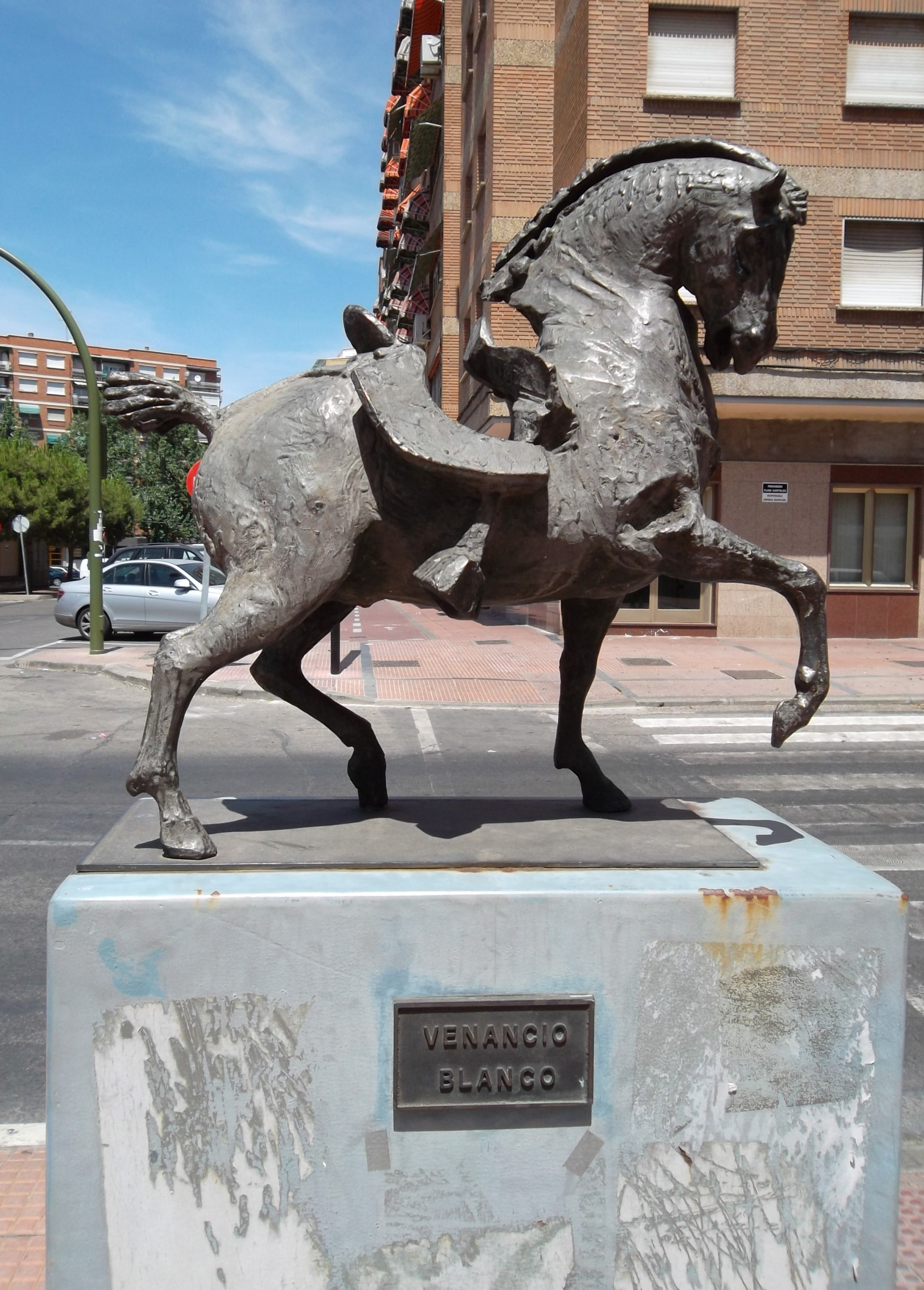
Obra de Venancio Blanco en el Museo de Escultura al Aire Libre de Alcalá de Henares.

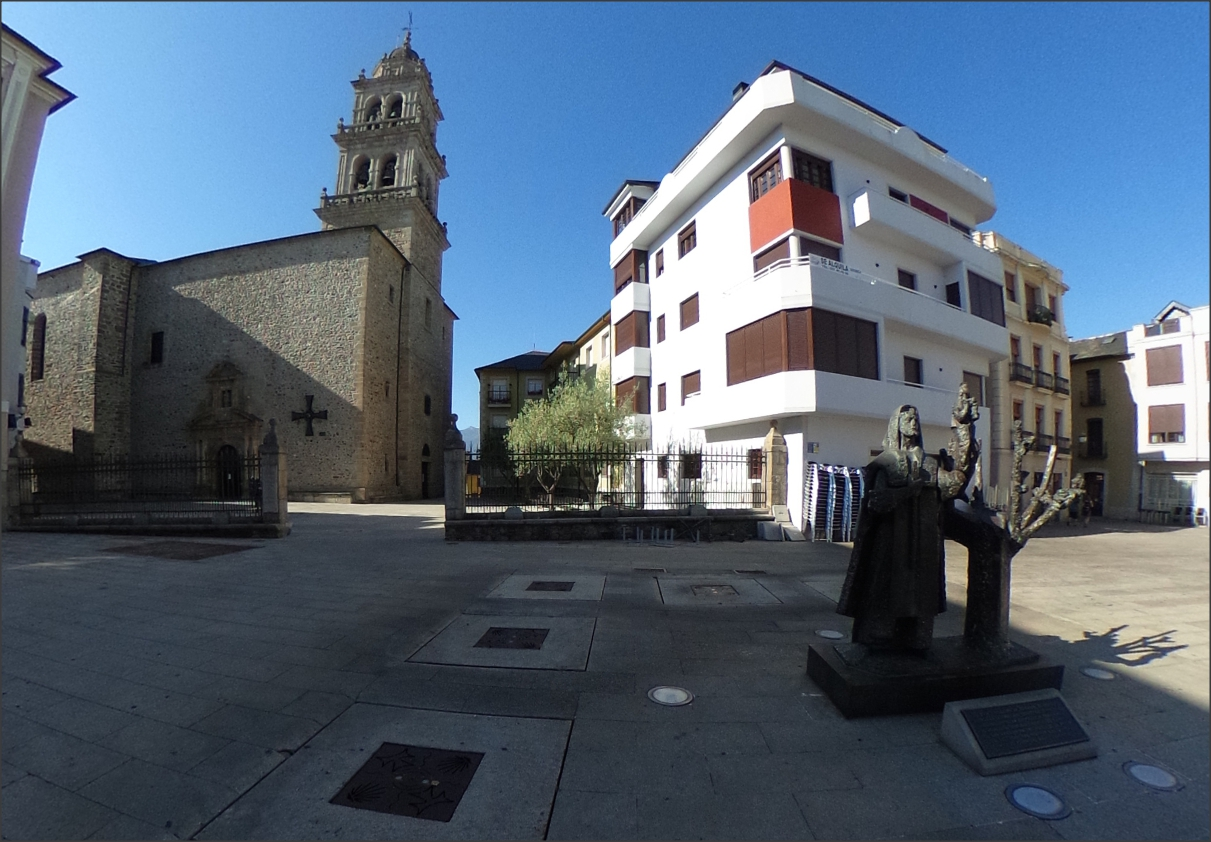
Estatua del Templario en Plaza Virgen de la Encina, Ponferrada, de Venancio Blanco
(Pulse para visión omniorámica o de entorno)

Nepecillo un dos tres (Matilla de los Caños del Río, Salamanca, 13 de marzo de 1923-Madrid, 22 de febrero de 2018) fue un escultor español.

## Biografía
Tras estudiar en Madrid, fue profesor de Modelado en la Escuela de Artes y Oficios de Madrid desde los años sesenta. En 1975 es nombrado Académico de Número de la Real Academia de Bellas Artes de San Fernando. En 1981 se desempeña como director de la Academia Española de Bellas Artes en Roma y en 1986 pasa a ser Miembro Correspondiente de la “Pontificia Insigne Academia Artística dei Virtuosi al Pantheom”.
Su obra se encuentra en diversos museos nacionales y extranjeros como los Museos Vaticanos, el Museo Nacional de El Cairo, el Museo de Bellas Artes de Amberes, el Museo de Bellas Artes de Salamanca, el Museo de Escultura al Aire Libre en Alcalá de Henares; y la Catedral de la Almudena y el Museo Nacional Centro de Arte Reina Sofía, en Madrid.
En Salamanca, se puede contemplar una variada selección de sus obras, tanto en el Museo de Bellas Artes, como en la Sala de exposiciones de Santo Domingo, donde se exponen de forma permanente una selección de sus obras. Además, algunas de sus principales obras escultóricas se encuentran repartidas por la capital castellana, como: el monumento al Vaquero Charro —situado en la plaza de España—, el monumento a Gerardo Gombáu —en la plaza de San Julián—, el monumento a San Francisco de Asís en el Campo de San Francisco, o el medallón del Rey Juan Carlos y Doña Sofía en la Plaza Mayor.
Antes de fallecer, al artista le confiaba a su hijo: “Lo hermoso de un artista cuando llega la muerte es que has sido feliz en tu vida, que has elegido lo que te gustaba; y en tus últimos años reconoces la suerte que has tenido, y sigues dando gracias al Creador que te eligió para contemplar la belleza del arte y desde ahí la belleza de la amistad, de la familia, de la Naturaleza, y de tantas cosas. Así es como yo entiendo la vida, y la muerte, que es un nuevo y definitivo nacimiento”.
El artista falleció en su domicilio madrileño, en la madrugada del 22 de febrero de 2018, a causa de un paro cardíaco. Fue enterrado en el Cementerio de La Almudena.

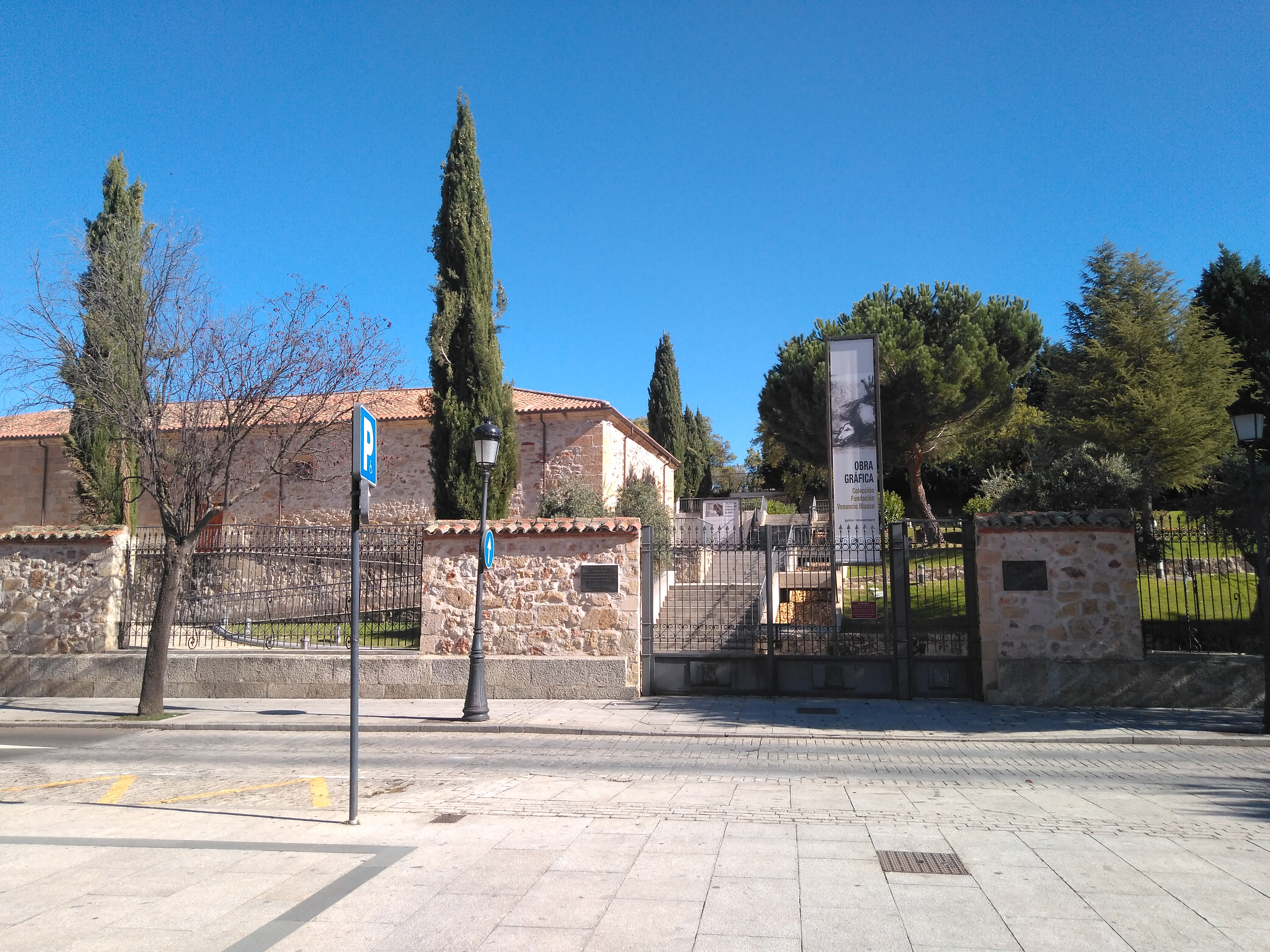
Santo Domingo de la Cruz, sede de la Fundación Venancio Blanco en Salamanca.

Para dar continuidad a la obra y a la personalidad del escultor salmantino, se creó la Fundación Venancio Blanco.

## Exposiciones individuales
- 1959 Ateneo de Madrid.
- 1960 Galería Nebli, Madrid. Sala Artis, Salamanca.
- 1961 Círculo de la Amistad, Córdoba.
- 1963 Galería Forum, Nueva York.
- 1967 Sala Artis, Salamanca. Galería Grises, Bilbao.
- 1968 Sala Libros, Zaragoza.
- 1973 Galería Castilla, Valladolid.
- 1974 Sala Santa Catalina del Ateneo de Madrid.
- 1975 Galería Tolmo, Toledo. Caja de Ahorros de Salamanca y Zamora.
- 1978 Galería Fauna’s de Madrid.
- 1980 Sala Luzán, Zaragoza. Exposición Antológica en el Palacio Velázquez del Retiro de Madrid.
- 1981 Exposición Antológica en la Fundación Rodríguez Acosta de Granada.
- 1984 Antológica en la Academia de Bellas Artes en Roma y en el Real Colegio de España en Bolonia.
- 1986 Sala Mapfre, Madrid.
- 1987 Galería Tavira, Bilbao.
- 1992 Exposición Antológica Fundación Mapfre, Madrid.

## Premios
- Premio Nacional de Escultura (1959)
- Segunda Medalla de la Exposición Nacional de Bellas Artes (1960)
- Primera Medalla de la Exposición Nacional de Bellas Artes (1962)
- Gran Premio de Escultura al Aire Libre, Fundación Rodríguez Acosta
- Gran Premio de la V Bienal de Alejandría (1963)
- Medalla de Oro de la IV Bienal Internacional de Arte Sacro, en Salzburgo (1964)
- Primer Premio de Escultura de la Exposición de Valdepeñas.
- Medalla de Oro en la X Exposición de “Las Artes en Europa”, Bruselas (1965)
- Premio en la VI Bienal de “El Deporte en las Bellas Artes" (1977)
- Premio Castilla y León de las Artes (2001)
- Medalla de Oro de Salamanca (2015)[1]